# 한국대통령학연구소
(사)한국대통령학연구소(The Korean Institute for Presidential Studies, KIPS)는 대한민국 서울특별시에 위치한 독립적인 연구 재단이다. 한국대통령학연구소는 1999년에 설립되었으며, 한국 대통령의 업적을 평가하고 대통령 연구에 대한 연구와 교육을 수행한다. 나남 출판사 및 한국대통령학회와 함께 한국 대통령 연구 시리즈를 출판하고 있다.

## 주요 학자들
이사장
- 함성득: 경기대학교 정치전문대학원장(2021年 ~ 현재)[8] 및 정치법학과 교수, 나은 체어[9]

운영 이사
- 임동욱: 차의과학대학교 부총장(2021年 ~ 현재)[10] 및 차오름교양대학 교수, (사)한국대통령학연구소 소장
- 진영재: 연세대학교 정치외교학과 교수, 前한국정치학회장(2017年)[11]
- 정광호: 서울대학교 행정대학원 교수, 한국행정학회 회장(2025年 ~ 현재), 前서울대학교 행정대학원장(2020年 ~ 2022年)[12]
- 이삼열: 연세대학교 행정학과 교수, 연세춘추 편집인(2024年 ~ 현재),